# Stypommisa scythropa
Stypommisa scythropa är en tvåvingeart som först beskrevs av Ignaz Rudolph Schiner 1868.  Stypommisa scythropa ingår i släktet Stypommisa och familjen bromsar. Inga underarter finns listade i Catalogue of Life.